# Camille Gutt
Pour les articles homonymes, voir Gutt.
Camille Gutt, né le 14 novembre 1884 à Bruxelles et mort le 7 juin 1971 dans la même ville, est un avocat, journaliste, homme d'État et financier belge. Camille Gutt, ministre technocrate à la tête du département des finances belges, a monté en octobre 1944 l'« Opération Gutt », d'assainissement monétaire après la Libération de la Belgique.

## Biographie
Camille Adolphe Guttenstein (Gutt à partir de novembre 1922) est le fils de Max Guttenstein, homme de lettres originaire de l'empire austro-hongrois, et de Marie-Pauline Schweitzer originaire d'Alsace. Le 26 août 1906, il se marie à Saint-Josse-ten-Noode avec Claire Frick, nageuse belge de niveau international et fille d'Henri Frick, bourgmestre libéral de Saint-Josse-ten-Noode. Ils auront trois enfants. Il perd deux de ses fils pendant la Seconde Guerre mondiale : Jean-Max en 1941 et François en 1944. Son fils cadet, Étienne Gutt, participe à l'effort de guerre en tant qu'officier de la force aérienne. Il est ensuite professeur de droit à l'ULB et finit sa carrière en qualité de président de la Cour constitutionnelle belge.
Il fait ses études secondaires à l'Athénée royal d'Ixelles. Il obtient un diplôme universitaire en sciences politiques en 1904 et de docteur en droit à l'Université libre de Bruxelles (ULB) en 1906. À l'ULB, il est passionné de théâtre et de poésie et, en compagnie de quelques condisciples, fait partie de l'équipe rédactionnelle de la revue bimensuelle d’art, de littérature et de critique Le Roseau vert. 
Il commence sa carrière professionnelle comme avocat au barreau de Bruxelles ce qui ne l'empêche pas d'être accessoirement journaliste à La Chronique, puis à La Gazette et à L'Éventail.

### Première Guerre mondiale
Au début de la Première Guerre mondiale, Camille Gutt fait partie des chasseurs cyclistes de la Garde civique de Bruxelles. Il participe à Termonde au siège d'Anvers. Après la chute d'Anvers, il rallie la côte belge puis la France et son unité est dissoute. Un régiment de spahis de l'armée française demande alors un interprète belge pour établir des liaisons en flamand et c'est dans l'uniforme rutilant de maréchal des logis-chef de spahi qu'il se retrouve sur le front de l'Yser jusqu'en mai 1915. À cette date, cette unité éprouvée est renvoyée en Afrique. Il revient au Havre où se trouve le gouvernement belge en exil pour s'engager avec le grade de lieutenant dans l'armée belge. Le major Theunis cherche à ce moment un juriste qui parle l'anglais. C'est ainsi qu'il rejoint l'équipe de Georges Theunis, chargée des achats de matériels en Angleterre. Il deviendra secrétaire général à la Commission d'Achats belges à Londres.

### Entre-deux-guerres
De 1920 à 1924, Camille Gutt est secrétaire général de la délégation belge à la Commission internationale des réparations et chef de cabinet du ministre Georges Theunis. De 1929 à 1931, il est d'abord délégué belge aux réparations dues à la Belgique à la suite de la Première Guerre mondiale à la Conférence de La Haye puis chef de délégation dans les négociations qui suivent. Il est ministre des Finances belge dans le gouvernement Theunis II de 1934 à 1935. Dans le monde des affaires, il occupe à plusieurs reprises des postes importants dans l'administration de grandes sociétés industrielles (dans le secteur des métaux non ferreux, minerais, électricité et automobile). Il est notamment administrateur de Ford Motor Company Belgium SA. Il apprend à piloter et fait en 1938, pour son plaisir et pour ses affaires, un aller-retour Bruxelles-Elisabethville. En février 1939, il redevient ministre des Finances d'abord dans le gouvernement Pierlot I puis en avril 1939 dans le gouvernement Pierlot II.

### Seconde Guerre mondiale
En septembre 1939, Camille Gutt demeure ministre des Finances dans le gouvernement d'union nationale Pierlot III. Prévoyant le pire, il a, dès les premières semaines de son entrée en fonction, mis à l’abri aux États-Unis une partie des réserves d’or de la Belgique. En mai 1940, les Allemands envahissent la Belgique et le roi Léopold III capitule avec l'armée belge. Le gouvernement Pierlot se réfugie en France pour échapper à la mainmise allemande. À la suite de l'Armistice du 22 juin 1940 entre la France et l'Allemagne, Camille Gutt reste dans un premier temps en France avec Hubert Pierlot et Paul-Henri Spaak. Le 30 juillet 1940, il obtient du conseil des ministres l’autorisation de gagner Londres afin de régler les affaires financières pendantes avec le Royaume-Uni. Au tout début d'août 1940, il rejoint Londres via l'Espagne et le Portugal en compagnie d'Albert de Vleeschauwer, ministre des Colonies. Il forme avec lui un embryon de gouvernement belge sur le territoire britannique. Ils y sont rejoints le 22 octobre 1940 par Hubert Pierlot et Paul-Henri Spaak qui ont également réussi à s'échapper de France via l'Espagne et le Portugal. C'est ainsi que se constitue le noyau du gouvernement Pierlot IV. Le 31 octobre 1940, Camille Gutt est nommé ministre des Finances, de l’Économie, des Communications et de la Défense nationale. En octobre 1942, il transmettra ses compétences à la Défense nationale à Hubert Pierlot. Pour financer les activités du gouvernement belge à Londres, il décide de contracter à la fin 1940 un emprunt auprès de la Banque du Congo. C'est donc la colonie congolaise qui dans un premier temps finance le gouvernement belge en exil. De 1942 à 1944, il négocie et, le 5 septembre 1944, est un des signataires belges du traité d'union douanière avec les Pays-Bas et le Luxembourg (ou traité Benelux) puis des accords monétaires avec la France et le Royaume-Uni. Dès 1942, Camille Gutt prépare une grande opération d'assainissement visant à ponctionner le surplus de masse monétaire en circulation, le but étant de juguler l'inflation dès la libération de la Belgique. De septembre à décembre 1944, il fait partie du gouvernement Pierlot V, réinstallé dans une Belgique libérée du joug allemand. Au sein de ce gouvernement, il met en œuvre en octobre 1944 son plan d'assainissement monétaire baptisé « Opération Gutt » . Il participe enfin comme ministre des Finances au gouvernement Pierlot VI du 12 décembre 1944 au 12 février 1945.

#### «L'Opération Gutt»
Alors que le spectre de l'inflation hérité de l'entre-deux-guerres planait en Belgique, l'Opération Gutt permet, en octobre 1944, de procéder au remplacement du papier-monnaie tout en bloquant les avoirs en banque et aux comptes chèques postaux. En contrôlant la masse monétaire puis en autorisant le déblocage progressif, le gouvernement jugule le danger d'une inflation galopante,.
Cette « stérilisation monétaire » a lieu en plusieurs étapes,:
- Dans la semaine du 7 octobre 1944, tous les citoyens belges doivent déposer leurs anciens billets de plus de 100 francs à la banque, ceux de 20 et 50 francs restant valides[16],[17] ;
- Ils peuvent retirer 2 000 nouveaux francs belges et 10 % de leurs avoirs. Le surplus est transformé en avoirs bloqués, qui sont remboursés peu à peu par la reprise de la production. Les chefs d'entreprise peuvent retirer 1 000 francs par personne employée. À la fin du mois, 3 000 francs peuvent de nouveau être retirés[16];
- On a ainsi remboursé 34 milliards de francs belges ;
- les 64 milliards non encore remboursés ont été convertis en emprunt financé par un impôt spécifique ;
- la masse monétaire a été considérablement réduite : on est passé de 140 milliards de billets de banque à 25 milliards ;
- de plus, le gouvernement belge s'est abstenu de toute demande d'avances à la banque centrale nationale.

Cette politique monétaire de lutte contre l'inflation a été une réussite grâce à la relance rapide de la production.

### Après-guerre
En juillet 1944, Camille Gutt participe comme chef de la délégation belge à la Conférence économique et monétaire des Nations Unies à Bretton-Woods dont l’objectif est la mise sur pied d’un nouvel ordre international sur le plan monétaire. Cette même année, le titre de ministre d’État lui est octroyé en remerciement des services qu'il a rendus à la Nation. Il devient le premier Directeur général (Managing director) du Fonds monétaire international de 1946 à 1951. De retour en Belgique, il rejoint sur l'invitation de Léon Lambert le comité de régence de la Banque Lambert. Il y poursuit ses activités d'homme d'affaires en siégeant dans les conseils d'administration de nombreuses sociétés belges et étrangères gravitant autour de la Banque Lambert.
Il consacre ses dernières années à sa passion des chevaux de course et à rédiger ses mémoires.

## Hommages
Une fondation portant le nom de Camille Gutt (Fondation Camille Gutt ASBL) et établie à Bruxelles a été mise sur pied en vue de constituer un foyer d'action prolongeant l'œuvre scientifique de Camille Gutt dans le domaine des finances publiques et privées, ainsi que de l'économie. Elle a pour but d'encourager l'enseignement et la recherche scientifique dans ce domaine, notamment en octroyant des bourses d'études et de recherche, en favorisant l'édition d'ouvrages individuels ou collectifs. Un Prix Camille Gutt est également octroyé par l'ULB pour récompenser une thèse dans le domaine de l’économie et de la finance publique et privée.

## Distinctions
Sources :
- Grand cordon de l'ordre de Léopold (Belgique).
- Grand-croix de l'ordre d'Orange-Nassau (Pays-Bas).
- Grand officier de la Légion d'honneur (France).
- Grand-croix de l'ordre de la Couronne de chêne (Grand-Duché de Luxembourg).
- Grand cordon de l'Ordre du Mérite (Allemagne).

## Publications
- La Belgique au carrefour 1940-1944, Paris, Fayard, coll. « Les grandes études contemporaines », 1971.